# يوهان ميخائيل باخ
يوهان ميخائيل باخ (بالألمانية: Johann Michael Bach)‏ هو ملحن ألماني، ولد في 9 أغسطس 1648 في آرنشتات في ألمانيا، وتوفي في 17 مايو 1694 في غيرن في ألمانيا.

## وصلات خارجية
- يوهان ميخائيل باخ على موقع ميوزك برينز (الإنجليزية)
- يوهان ميخائيل باخ على موقع أول ميوزيك (الإنجليزية)
- يوهان ميخائيل باخ على موقع ديسكوغز (الإنجليزية)